# Seweryn Steinwurzel
Seweryn Steinwurzel (ur. 18 stycznia 1898 w Warszawie, zm. 27 grudnia 1983 w Lod) – polski operator filmowy żydowskiego pochodzenia. Jeden z najwybitniejszych operatorów okresu kina międzywojennego w Polsce.

## Życiorys
Urodził się w Warszawie w rodzinie żydowskiej, jako syn Arona (Adolfa) Steinwurzela i Reginy (z domu Majorkiewicz) – właścicieli zakładu fotograficznego Raphael. Brat operatora Jerzego Stena. Uczęszczał do gimnazjum w Szwajcarii, następnie w Warszawie. Po zdaniu matury studiował budowę maszyn w Szkole Mechaniczno-Technicznej im. Hipolita Wawelberga i Stanisława Rotwanda. W latach 1918–1920 służył w Wojsku Polskim. W latach 1920–1922 pracował jako mechanik w warszawskich kinach, gdzie zainteresował się filmem.
Pod koniec 1922 wraz z Leo Forbertem i Bruno Bredschneiderem założył wytwórnię filmową „Meteor”, w której sprawował funkcję kierownika technicznego i operatora wyprodukowanych w niej dwóch filmów: Ludzie mroku i Syn Szatana. Następnie związał się z wytwórnią „Leo-Film”. W 1927 był współzałożycielem Polskiego Związku Producentów Filmowych. W 1928 ożenił się z aktorką Norą Ney, z którą rozwiódł się w 1934. W 1930 uzyskał tytuł inżyniera na wydziale mechanicznym politechniki w Paryżu. W 1936 był współzałożycielem Stowarzyszenia Realizatorów i Techników Filmowych. W 1938 założył wytwórnię „Omnia-Film”.
Wybuch II wojny światowej przerwał mu prace na planie filmu Szatan z siódmej klasy w reżyserii Konrada Toma. Pod koniec 1939 przeprowadził się do Lwowa, a następnie do Stanisławowa, gdzie był kierownikiem warsztatów remontujących samochody i sprzęt filmowy. Po ataku III Rzeszy na Związek Radziecki w czerwcu 1941 uciekł do Moskwy, gdzie podjął pracę w dziale trikażu wytwórni filmowej „Sojuzdietfilm”. Pod koniec tego roku wraz z personelem wytwórni został ewakuowany do Tadżykistanu. W lutym 1942 wstąpił do Armii Andersa i został przydzielony do sekcji filmowej Biura Propagandy i Oświaty. Od 1943 pracował w Kairze w Referacie Filmowym jako szef montażu filmów. Od października tego samego roku pracował w Wydziale Propagandy i Oświaty Armii Polskiej na Wschodzie.
Po demobilizacji w styczniu 1947 wyjechał do Argentyny, gdzie był operatorem dwóch filmów, m.in. Uma Luz na Estrada, a następnie prowadził warsztat konstrukcji i naprawy sprzętu filmowego. Później przeprowadził się do Brazylii, gdzie objął stanowisko naczelnego inżyniera działu mechaniki w wytwórni „Lider Cinematografica” w Rio de Janeiro. Zajmował się tam konstrukcją i konserwacją sprzętu automatycznego do wywoływania filmów. W 1975 wyjechał do Izraela i osiadł w Lod, gdzie mieszkał do końca życia.

## Kariera
| Zdjęcia - 1948: Uma Luz na Estrada - 1946: Wielka droga - 1943–1946: Kronika filmowa 2 Korpusu A.P.W. - 1943: Gen. Sosnkowski odwiedza wojsko na Bliskim Wschodzie - 1943: Dzieci - 1943: Polska parada - 1942: Marsz do wolności - 1942: Kronika wojenna nr 1 - 1942: Od pobudki do capstrzyku - 1941: Polacy na nowym froncie - 1941: Bojewoj Kinosbornik nr 7 - 1939: Złota Maska - 1939: Kłamstwo Krystyny - 1939: Doktór Murek - 1938: Mateczka - 1938: List do matki - 1938: Granica - 1937: Piętro wyżej - 1937: Parada Warszawy - 1937: Ordynat Michorowski - 1937: Dziewczęta z Nowolipek - 1937: Błazen purymowy - 1936: Trędowata - 1936: Tajemnica panny Brinx - 1936: Róża - 1936: Papa się żeni | - 1936: Pan Twardowski - 1936: Barbara Radziwiłłówna - 1935: Dzień wielkiej przygody - 1934: Pieśniarz Warszawy - 1934: Kocha, lubi, szanuje - 1934: Córka generała Pankratowa - 1933: Zabawka - 1933: Jego ekscelencja subiekt - 1933: Dzieje grzechu - 1933: 10% dla mnie - 1932: Legion ulicy - 1932: Głos pustyni - 1932: Bezimienni bohaterowie - 1931: Serce na ulicy - 1930: Uroda życia - 1929: Policmajster Tagiejew - 1929: Kobieta, która grzechu pragnie - 1928: Kropka nad i - 1927: Zew morza - 1927: Kochanka Szamoty - 1926: Wieczna młodość - 1926: Czerwony błazen - 1925: Rywale - 1925: Jeden z 36 - 1924: Ślubowanie - 1924: Atakualpa - 1923: Syn Szatana - 1923: Ludzie mroku |

Kierownictwo techniczne
- 1944: Mp. Adama i Ewy
- 1938: Zapomniana melodia
- 1926: Czerwony błazen

Montaż
- 1944: Monte Cassino
- 1943: Gen. Sosnkowski odwiedza wojsko na Bliskim Wschodzie
- 1943: Dzieci
- 1943–1946: Kronika filmowa 2 Korpusu A.P.W.
- 1934: Przebudzenie
- 1928: Kropka nad i

## Odznaczenia
- 1938: Złoty Krzyż Zasługi[2][3]